# Казалалта (Перуђа)
Казалалта је насеље у Италији у округу Перуђа, региону Умбрија.
Према процени из 2011. у насељу је живело 60 становника. Насеље се налази на надморској висини од 317 м.